# BTR-50
BTR-50 (ruski БТР; Бронетранспортер - oklopni transporter)  sovjetski je oklopni transporter s amfibijskim mogućnostima zasnovan na šasiji lakog tenka PT-76. BTR-50 je gusjeničar, za razliku od ostalih vozila BTR obitelji koji su na kotačima.
Razvijen je 1952., a u službu Crvene armije ušao je 1954. godine. Javnosti je prvi put prikazan 1957. godine. Kao i PT-76, BTR-50 ima ravno tijelo u obliku čamca, spremno za svladavanje vodenih prepreka. U vodi ga pokreću dva vijka, po jedan na svakoj strani trupa.
Oklopni transporteri BTR-50 služili su u pješačkim pukovnijama tenkovskih divizija i mehaniziranim brigadama Crvene armije i Vojske Istočne Njemačke. Inačice zapovjednih vozila koristile su mnoge članice Varšavskog pakta, a Finska i dalje koristi BTR-50 kao komunikacijsko vozilo sa suvremenim digitalnim tehnologijama.
BTR-50 i njegovu češko-poljsku kopiju OT-62 Topas koristili su Egipat i Sirija u Šestodnevnom ratu 1967. godine. Neke transportere zarobili su Izraelci i kasnije koristili tijekom Jomkipurskog rata 1973. Neki izraelski oklopni transporteri BTR-50 su kasnije proslijeđeni Južnom Libanonu.